# St. Paul (Comtat de Collin)
St. Paul és una població del Comtat de Collin a l'estat de Texas dels Estats Units d'Amèrica.

## Demografia
Segons el 2000 tenia 630 habitants., 223 habitatges, i 187 famílies. La densitat de població era de 151,1 habitants per km².
Dels 223 habitatges en un 37,7% hi vivien nens de menys de 18 anys, en un 76,2% hi vivien parelles casades, en un 2,2% dones solteres, i en un 15,7% no eren unitats familiars. En el 13% dels habitatges hi vivien persones soles el 2,2% de les quals corresponia a persones de 65 anys o més que vivien soles. El nombre mitjà de persones vivint en cada habitatge era de 2,83 i el nombre mitjà de persones que vivien en cada família era de 3,09.
Per edats la població es repartia de la següent manera: un 26,8% tenia menys de 18 anys, un 4,6% entre 18 i 24, un 31,6% entre 25 i 44, un 26,3% de 45 a 60 i un 10,6% 65 anys o més.
L'edat mediana era de 40 anys. Per cada 100 dones de 18 o més anys hi havia 103,1 homes.
La renda mediana per habitatge era de 72.500 $ i la renda mediana per família de 73.906 $. Els homes tenien una renda mediana de 55.000 $ mentre que les dones 30.875 $. La renda per capita de la població era de 29.647 $. Aproximadament el 5,4% de les famílies i el 6,1% de la població estaven per davall del llindar de pobresa.